# 코파 데 라 코로나시온
코파 데 라 코로나시온(스페인어: Copa de la Coronación, 즉위컵)은 공식적으로 마드리드 축구 대회(스페인어: Concurso Madrid de Foot-ball Association)로 명명된 알폰소 13세의 즉위식을 기념하기 위해 열린 축구 대회다. 이 대회는 비공식 대회다: 따라서 스페인 왕립 축구 연맹은 이 대회를 코파 델 레이의 첫 번째 시즌으로 인정하지 않았고, 이듬해부터 시작한 것으로 간주하고 있다.
대회는 1902년 5월 13일에 시작되어 1902년 5월 16일에 마드리드의 이포드로모에서 열린 결승전 막을 내렸는데, 비스카야 빌바오가 대회 우승을 거두었다. 마드리드 축구단은 에스파뇰 축구단을 3-2로 이긴 후에 준우승 트로피를 획득하였다.
대회를 고안한 사람은 빌바오 축구단의 주장이자 훗날 아틀레틱 빌바오의 회장이 되는 후안 데 아스토르키아와 나중에 마드리드 축구단의 회장이 되는 카를로스 파드로스로, 알폰소 13세의 즉위식을 기념하기 위해 축구 대회를 열 것을 건의했다. 4개의 다른 구단이 마드리드와 함께 첫 대회에 참가했다: FC 바르셀로나, 에스파뇰 축구단, 비스카야 빌바오(아틀레틱 빌바오와 빌바오 축구단의 선수로 구성). 대회는 FC 바르셀로나와 레알 마드리드의 준결승전 경기로 시작이 되었는데, 이는 역사상 첫 번째 엘 클라시코 경기였으며 FC 바르셀로나가 3:1로 승리하였다. 비스카야 빌바오가 이후 결승전에서 이겼고, 주장 후안 데 아스토르키아가 매 경기에서 득점을 올리고 트로피를 챙겼다.

## 8강전
| 비스카야 빌바오                                                                         | 5–1 | 에스파뇰 축구단 |
| --------------------------------------------------------------------------------------- | --- | --------------- |
| 후안 아스토르키아 · 월터 에번스 · 윌리엄 다이어 -′ (페널티) · 월터 에번스 · 월터 에번스 |     | 폰스            |

## 준결승전
| 바르셀로나                                                      | 3–1 | 마드리드 축구단 |
| --------------------------------------------------------------- | --- | --------------- |
| 우도 슈타인베어크 · 우도 슈타인베어크 · 주안 감페르 -′ (페널티) |     | 아서 존슨       |

| 비스카야 빌바오 | 8–1 | 뉴 풋볼 클럽 |
| --- | --- | ------------ |
| 월터 에번스 · 월터 에번스 · 아르망 카제오 · 윌리엄 다이어 · 윌리엄 다이어 · 윌리엄 다이어 · 윌리엄 다이어 · 후안 아스토르키아 |     | 몬토호       |

## 결승전
| 비스카야 빌바오                           | 2–1 | 바르셀로나            |
| ----------------------------------------- | --- | --------------------- |
| 후안 아스토르키아 10′ · 아르망 카제오 20′ |     | 우도 슈타인베어크 75′ |

| 코파 데 라 코로나시온 우승 |
| -------------------------- |
| 비스카야 빌바오 1번째 우승 |

## 준우승 결정전
- 비스카야 빌바오는 이미 코파 데 라 코로나시온을 우승함에 따라 준우승 결정전에 참가할 필요가 없었다.
- 바르셀로나는 참가 거절 의사를 밝혔는데, 선수단 내 선수들이 각자 일터로 돌아가야 했기 때문이었다.
- 뉴 풋볼 클럽은 코파 데 라 코로나시온에서 보인 형편 없는 결과로 참가 거절 의사를 밝혔다.

따라서 코파 데 라 그란 페냐 경기는 마드리드 축구단과 에스파뇰 축구단 간의 경기가 되었다.
| 마드리드 축구단    | 3–2 | 에스파뇰 축구단 |
| ------------------ | --- | --------------- |
| 미상 · 미상 · 미상 |     | 미상 · 미상     |